# Galieno
Publio Licinio Egnacio Galieno (en latín, Publius Licinius Egnatius Gallienus; c. 218-268) fue un emperador del Imperio romano que gobernó como coemperador con su padre Valeriano desde 253 hasta 260 y como único emperador romano desde 260 hasta 268. Tomó las riendas del Imperio en una época de profunda crisis, que supo lidiar con relativo éxito en lo referente a lo militar, si bien los avances no duraban demasiado, teniendo que luchar contra enemigos internos y externos durante casi todo su reinado.
Una de las características de la Crisis del siglo III fue la incapacidad de los emperadores para mantener el poder por mucho tiempo. El punto de inflexión lo marcó Galieno, quizá debido a que empezó como coemperador con su padre. Ambos impusieron su autoridad sobre un territorio menos extenso, lo que permitía un control más exhaustivo y la omnipresencia del sistema imperial. Otra causa probable del éxito de Galieno pudo ser su capacidad de convencer a Roma de que él impondría el orden.

## Biografía

### Orígenes y familia
Se desconoce la fecha exacta del nacimiento de Galieno. El cronista bizantino Juan Malalas y el Epitome de Caesaribus dicen que tenía unos cincuenta años en el momento de su muerte, por lo que debió nacer alrededor del 218. Era hijo del emperador Valeriano, un miembro del Senado romano de la Gens Licinia, y de Egnacia Mariniana.
Las inscripciones de las monedas le conectan con los Falerii de Etruria, que puede haber sido su lugar de nacimiento, y con los Gens Egnacia de la familia de su madre.  Galieno se casó con Cornelia Salonina unos diez años antes de su ascenso al poder.
Fueron padres de tres varones: Valeriano II, muerto en 258; Salonino, nombrado coemperador y asesinado en 260 por los soldados del general Póstumo; y Mariniano, muerto en 268, poco después de que su padre fuera asesinado.

### Ascenso al poder
Cuando Valeriano fue proclamado emperador, el 22 de octubre de 253, pidió al Senado que ratificara la elevación de Galieno a los rangos de César y Augusto. También fue designado cónsul ordinarius para 254. Como ya hiciera Marco Aurelio y su hermano adoptivo Lucio Vero en el siglo anterior, Galieno y su padre dividieron el Imperio.
Dos de los hijos de Galieno fueron ascendidos al rango de césar, probablemente para afianzar la dinastía. El primero de ellos fue Valeriano II, quien falleció en el año 258. Posteriormente, ocupó su lugar Salonino, quien fue asesinado en la Galia en torno al año 260. Este asesinato dio paso a la usurpación de Póstumo (r. 260-269), quien fundó el llamado Imperio galo (260-274). El tercero de los hijos de Galieno, Mariniano, no ocupó el cargo de césar ni de augusto, pero sí fungió como cónsul.
Por la misma época, Valeriano marchó a Oriente para firmar un tratado con el Imperio Persa, mientras Galieno permanecía en Italia para rechazar a las tribus germánicas en el Rin y el Danubio. La división del Imperio se hizo necesaria, dado el tamaño alcanzado y las numerosas amenazas a las que se enfrentaba.
En 260 Sapor I, rey de Persia, hizo prisionero a Valeriano cuando este intentaba negociar un tratado de paz. Aunque sabía que su padre había sido capturado vivo (fue el único emperador romano al que esto le ocurrió) y se comentaba que Sapor le había mandado degollar y hacerse un escabel con su piel, Galieno no hizo pública la muerte de Valeriano hasta un año más tarde para evitar las convulsiones sociales que podrían surgir, ya que los romanos creían que su destino estaba ligado al del emperador. Un emperador depuesto podía sugerir que los dioses habían dejado de lado a Valeriano y, por lo tanto, a Galieno.

### Contra los usurpadores
La derrota y captura de Valeriano en Edesa en 260 por los Sasánidas arrojó al Imperio Romano al caos de la guerra civil. El control nominal de todo el imperio pasó a Galieno, pero los habitantes de distintas provincias fronterizas proclamaron a sus propios emperadores para que los protegieran del peligro de las invasiones enemigas.
Primero, Galieno derrotó al usurpador Ingenuo en 260, en la zona de Moesia, mientras otro usurpador, Regaliano, era asesinado en Panonia por los roxolanos. Posteriormente, derrotó en 261 a los usurpadores orientales Macriano el Viejo y sus hijos Macriano el Joven y Quieto, y a Musio Emiliano en 262, pero no pudo detener la formación del Imperio galo separatista bajo el mando del general Póstumo en torno a 260.
Aureolo, otro usurpador, se autoproclamó emperador en Mediolanum en 268 pero fue derrotado fuera de la ciudad por Galieno y sitiado en el interior. Mientras continuaba el asedio, Galieno fue asesinado a puñaladas por el oficial Cecropio, como parte de una conspiración. Aureolo también fue asesinado poco después. Esta serie de enfrentamientos contra usurpadores y pretendientes al trono es conocida como la de los Treinta Tiranos haciendo una analogía con los treinta tiranos atenienses.

### Reinado en solitario

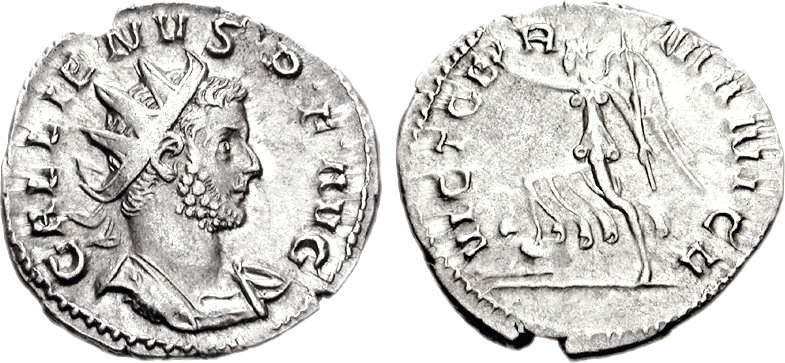
Antoniniano de Galieno.

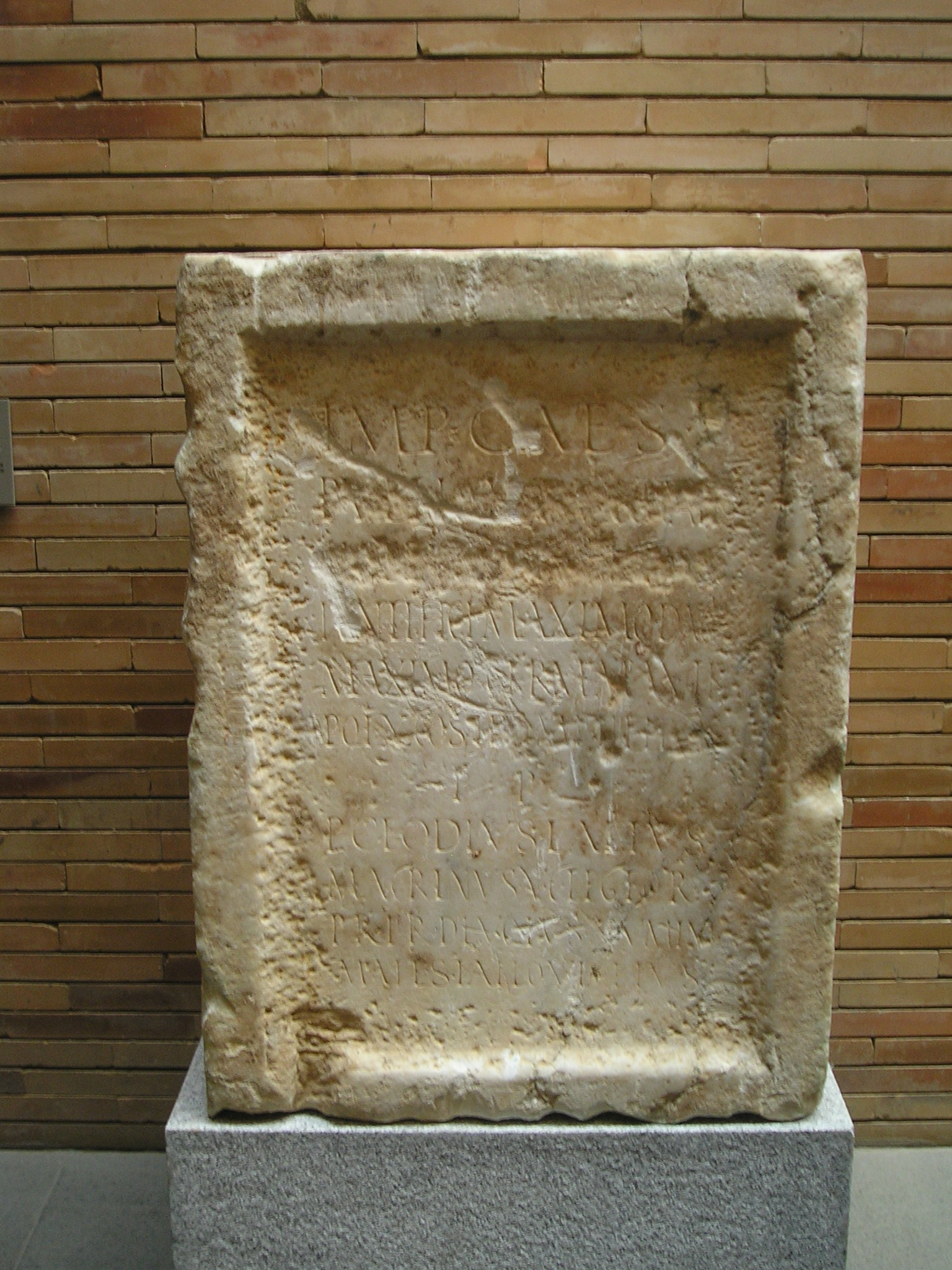
Inscripción de Augusta Emerita (Mérida, Badajoz, España) erigida en honor del emperador Galieno, cuyo nombre fue borrado mediante damnatio memoriae en 261, cuando las tropas de Póstumo incorporaron la provincia Lusitania al Imperio Gálico.

Uno de los principales métodos que tuvo Galieno para reforzar su poder fue la gran cantidad de monedas acuñadas durante su reinado. La acuñación de monedas era una forma de propaganda efectiva.
Una de las anécdotas más recordadas del reinado de Galieno, fue su relación con el filósofo neoplatónico Plotino. Plotino se rodeaba de la más selecta aristocracia romana y en su círculo eran visitantes recurrentes tanto Galieno como su esposa. Parece ser que Plotino sugirió a Galieno la posibilidad de crear una comunidad filosófica que se rigiera por las leyes de la "República" de Platón, pero esta utópica iniciativa no cristalizó, pese a la buena disposición del Emperador, debido a los difíciles tiempos que corrían.
En lo político, Galieno no fue capaz de mantener un control absoluto en todos los territorios imperiales. Durante su reinado hubo constantes luchas en la parte occidental del Imperio. En 260 Galieno perdió el control de una gran parte de Galia, donde otro general, Póstumo, había declarado su propio imperio, conocido como el Imperio Galo. En la lucha contra este usurpador entró en juego otro general, Claudio, que, tal como se iba haciendo tradicionalmente, ganó la lealtad de su ejército y sucedió a Galieno en el Imperio.

### Reformas militares
Contribuyó a la historia militar romana como el primero en formar principalmente unidades de caballería, los comitatenses, que podían enviarse a cualquier parte del Imperio en poco tiempo. Podría decirse que esto creó un precedente para las reformas de los futuros emperadores Diocleciano y Constantino I. El biógrafo Aurelio Víctor informa que Galieno prohibió a los senadores convertirse en comandantes militares.
Esta política socavó el poder senatorial, ya que los comandantes ecuestres más confiables cobraron prominencia. En opinión de Southern, estas reformas y la disminución de la influencia senatorial no solo ayudarían a Aureliano a salvar el Imperio, sino que también convirtieron a Galieno en uno de los emperadores más responsables de la creación del Dominado, junto con Septimio Severo, Diocleciano y Constantino I.

### Decreto de Tolerancia
Según la narración de Eusebio de Cesarea en la Historia eclesiástica, durante la crisis ocasionada por la captura de Valeriano en el año 260, Galieno emitió la primera declaración oficial de tolerancia con respecto a los cristianos, restaurando sus lugares de culto y cementerios, lo que supuso un reconocimiento de la propiedad de la Iglesia. Sin embargo, el edicto no convirtió al cristianismo en una religión oficial.

### Asesinato
Galieno conseguiría alguno de los mayores logros de su gobierno meses antes de morir, en septiembre de 268. Una invasión de godos en la provincia de Panonia se aventuraba desastrosa e incluso amenazante para la capital, mientras que al mismo tiempo los alamanes arrasaban el norte de Italia. Galieno detuvo el avance godo derrotándoles en la batalla de abril de 268[cita requerida].
Luego se dirigió al norte y obtuvo varias victorias contra los alamanes. Cuando éstos fueron vencidos se volvió de nuevo contra los godos y en septiembre de ese año, o bien él en persona o bien el general en jefe Claudio, llevaron al ejército romano a la victoria de la Batalla de Naisso, aunque el comandante de caballería Aureliano fuera el verdadero vencedor.
En vísperas de estos acontecimientos, Galieno debió afrontar la rebelión de Aureolo, un general con tropas acantonadas en Iliria. Aureolo invadió Italia y tomó Milán. Galieno marchó a combatirle y puso sitio a la ciudad, pero en medio de estas acciones militares, pereció asesinado. Muchos rumores involucraron a Claudio y a Aureliano en el complot, a pesar de que Claudio ordenase proteger a los familiares y partidarios de Galieno, y promoviese su deificación.
Aun así, también es posible que la esposa de Galieno, Cornelia Salonina y su hijo Mariniano, así como Valeriano el Menor (medio hermano de Galieno), hayan perecido tras el asesinato del emperador. Las fuentes de la época son muy escasas y no coinciden en cual fue el destino real de sus familiares.

## Legado

La situación del Imperio romano a la muerte de Galieno: en verde, el Imperio Gálico; en amarillo, el Reino de Palmira; en rojo, los territorios bajo control imperial.

Durante el reinado de Galieno cesó la persecución de los cristianos, aunque la prohibición de esta religión seguía vigente. Esta actitud del gobierno imperial duraría hasta 303, cuando Diocleciano volvió a ordenar una gran represión.
La valoración histórica de Galieno es dificultosa. Por una parte, mostró gran energía en combatir a los pueblos invasores y en reprimir numerosos intentos por derrocarlo, bien sea enviando asesinos contra los pretendientes, o bien derrotándolos en batalla.
Por la otra, fue incapaz de unificar al Imperio romano, de facto dividido en tres al terminar su reinado, el Imperio Galo al oeste, el Imperio romano mismo, y los dominios de Zenobia en el Imperio de Palmira, al este. Era hombre ilustrado él mismo, pero no pudo, o no tuvo interés, en promover la cultura. Intentó varias reformas, pero éstas no trajeron paz al Imperio.
Nadie pone en duda que el reinado de Galieno fue una época muy sombría para el Imperio romano, pero es difícil determinar si esto se debió a que las circunstancias sobrepasaron con mucho al Emperador, o si este simplemente no tenía la competencia suficiente para regir al Imperio en aquellas circunstancias. Aunque a futuro sus reformas sirvieron para sentar las bases de un período de recuperación y reconquista, como fue el de los Emperadores ilirios.
De su reinado se han conservado gran cantidad de bustos que retratan al emperador, a diferencia de varios de sus predecesores, de los que se preserva mucho menos material escultórico. Esto se puede explicar, en parte, debido al largo reinado de Galieno, de unos 15 años, en comparación con reinados anteriores más breves.
Sin embargo, se conoce que Galieno era un hombre culto, por lo que no es extraño que durante su reinado se hayan producido tantas obras escultóricas, a pesar de la grave crisis que aquejaba al Imperio por esos tiempos.